# Bouteville
Bouteville település Franciaországban, Charente megyében. Lakosainak száma 330 fő (2022. január 1.). Bouteville Angeac-Charente, Bonneuil, Châteauneuf-sur-Charente, Graves-Saint-Amant, Saint-Même-les-Carrières, Saint-Preuil és Bellevigne községekkel határos.

## Népesség
A település népességének változása:
| Lakosok száma | 459  | 388  | 343  | 338  | 333  | 327  | 322  | 321  | 322  | 330  |
|               | 1968 | 1982 | 1999 | 2006 | 2011 | 2015 | 2017 | 2018 | 2020 | 2022 |